# Hrabia
Hrabia – tytuł przysługujący:

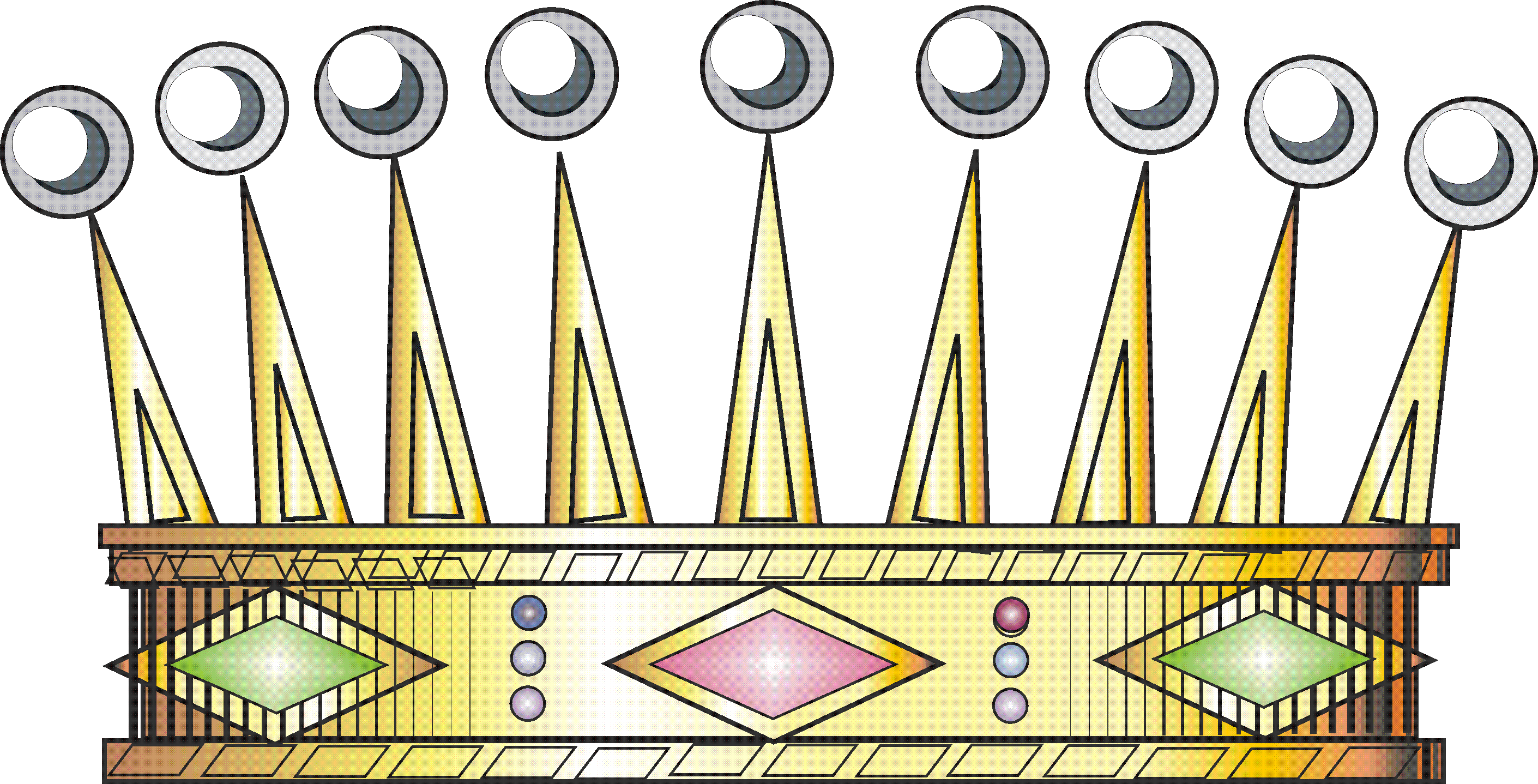
Korona hrabiowska stosowana w Austrii, Belgii, Francji, Hiszpanii, Niemczech, Polsce, Rosji i Włoszech

- we wczesnośredniowiecznej monarchii Karolingów urzędnikom królewskim (szlachta urzędnicza) lub też ściślej – urzędnikom ziemskim zarządzającym w zastępstwie króla znacznymi majątkami ziemskimi;
- w średniowiecznej Europie feudalnym władcom określonych terytoriów wasalnych w ramach monarchii. Zwykle podlegali książętom bądź bezpośrednio królowi lub cesarzowi, np. hrabia Flandrii;
- przedstawicielom arystokracji (tytuł szlachecki występujący w większości państw Europy).

## Etymologia
Od łacińskiego pierwowzoru tytułu hrabiego, tj. wyrazu comes wywodzą się jego odpowiedniki w językach:
- angielski – count, forma żeńska: countess
- francuski – comte, forma żeńska: comtesse
- grecki – Κόμης (Kómēs), forma żeńska: Κόμησσα (Kómēssa)
- hiszp., port. – conde, forma żeńska: condesa (hiszp.), condessa (port.)
- włoski – conte, forma żeńska: contessa

Inną etymologię mają słowa wywodzące się od niemieckiego Graf (forma żeńska Gräfin), który występuje w postaci:
- holenderski – Graaf, forma żeńska: comtesse
- duń., szwed. – Greve, forma żeńska: Grevinde (duń.), Grevinna (szwed.)
- rosyjski – Граф (graf), forma żeńska: Графиня (grafinja)
- węgierski – gróf, forma żeńska: grófnő, grófné
- czeski – hrabě, forma żeńska: hraběnka
- polski – hrabia, forma żeńska: hrabina (żona hrabiego), hrabianka (córka hrabiego); zwroty polskie wywodzą się bezpośrednio z języka czeskiego

## Geneza tytułu
W okresie późnorzymskim tytułem comes określano wysokich urzędników cesarskich, np. urzędnika finansowego, tj. comes largitionum.
W państwie Franków – hrabiami nazywano osoby sprawujące funkcje zarządu nad okręgami zwanymi hrabstwami (Gau, comitat), stąd późniejszy podział na hrabstwa stosowany w różnych krajach (np. w Anglii) lub komitaty (od comites zarządzających comitatus – np. na Węgrzech). Z biegiem czasu tytuł ten stał się dziedzicznym, a hrabiowie stali się panami feudalnym, okazjonalnie potężniejszymi od książąt. Z czasem, gdy wielkie własności lenne upadały, hrabia przerodził się w tytuł arystokratyczny wyższej szlachty, nadawany przez monarchów. Hrabia od początków tego tytułu uplasował się między baronem a księciem (lub też margrabim/markizem).

## Państwa niemieckojęzyczne
Niemieckim odpowiednikiem hrabiego jest Graf. Tytuł ten wywodzi się ze starołacińskiego graffio, czyli bizantyjskiego grapheus lub suggrapheus (tj. osoba uprawniona do zwołania zjazdu). Hrabia niemiecki był pierwotnie urzędnikiem królewskim nad obwodem kraju, zwanym dlatego hrabstwem. Później nazwa ta przywiązała się do ziemi (tj. do tego obwodu) i ten, kto ją posiadał przez nadanie lub dziedzictwo, używał tytułu hrabiego i władzy udzielnej w hrabstwach. Na początku XIX wieku zniesiono w Niemczech udzielne hrabstwa, pozostały jednak tytuły hrabiów jako rodowe godności.
Gdy w Niemczech w 1919 r. zniesiono tytuły arystokratyczne, stały się one częścią nazwiska rodowego i tak zamiast „Freiherr Werner von Braun” stosuje się „Werner Freiherr von Braun” (Werner baron von Braun) czy też zamiast „Graf Anton von Magnis” pisze się „Anton Graf von Magnis” (Antoni hrabia Magnis). Prowadzi to niekiedy do nieporozumień. Przykładowo, Franz Graf von Thun und Hohenstein, mąż europosłanki Róży Thun, jest według zasad genealogii księciem z tytułu primogenitury, choć nazwisko sugeruje grafa.
W Austrii tytuły zniesiono zupełnie i nawet arcyksiążę Otto von Habsburg funkcjonował jako Otto Habsburg-Lothringen (nawet używanie „von” jako tytułu szlacheckiego jest zakazane przez austriacką konstytucję).

### Tytuły pochodne
Od niemieckiego grafa wywodzą się odrębne tytuły:
- Markgraf (margrabia, markiz) – dosł. hrabia marchii, zarządca marchii, czyli pierwotnie okręgu przygranicznego (łac. marchio)
- Landgraf (landgrabia) – hrabia ziemski, hrabia krajowy (łac. comes magnus, comes patriae, comes provinciae, comes terrae, comes principalis, lantgravius)
- Gaugraf (komes) – hrabia gau (łac. comes)
- Pfalzgraf (palatyn) – hrabia palatyn, hrabia pałacowy (łac. comes palatinus)
- Reichsgraf (hrabia cesarstwa) – dosł. hrabia rzeszy, który przysługiwał bezpośrednim lennikom cesarza
- Lehnsgraf – dosł. hrabia lenna, niem. nazwa najwyższego tytułu szlacheckiego w Danii (dun. lensgreve)
- Hofpfalzgraf – dosł. nadworny hrabia pałacowy, wprowadzony przez cesarza Karola IV dla jego zaufanych przedstawicieli, podobne nadawał papież Leon X (łac. Comes palatinus Lateranus) i sułtan Mehmed II jako spadkobierca Bizancjum
- Burggraf (burgrabia) – dosł. hrabia zamku (łac. burggrabius)
- Freigraf – wolny hrabia, używany np. przez hrabiego Burgundii
- Erbgraf – dosł. syn grafa, do nazywania najstarszego potomka

## Anglia/Wielka Brytania
W Wielkiej Brytanii nie występował początkowo tytuł hrabiowski. Jego ekwiwalentem stał się earl. Faktycznie jednak tytuł początkowo ten był bliższy tytułowi kontynentalnego księcia. W Anglii, zanim wprowadzono tytuł diuka, jedynym istniejącym tytułem książęcym był Prince przysługujący książętom krwi.

## Polska

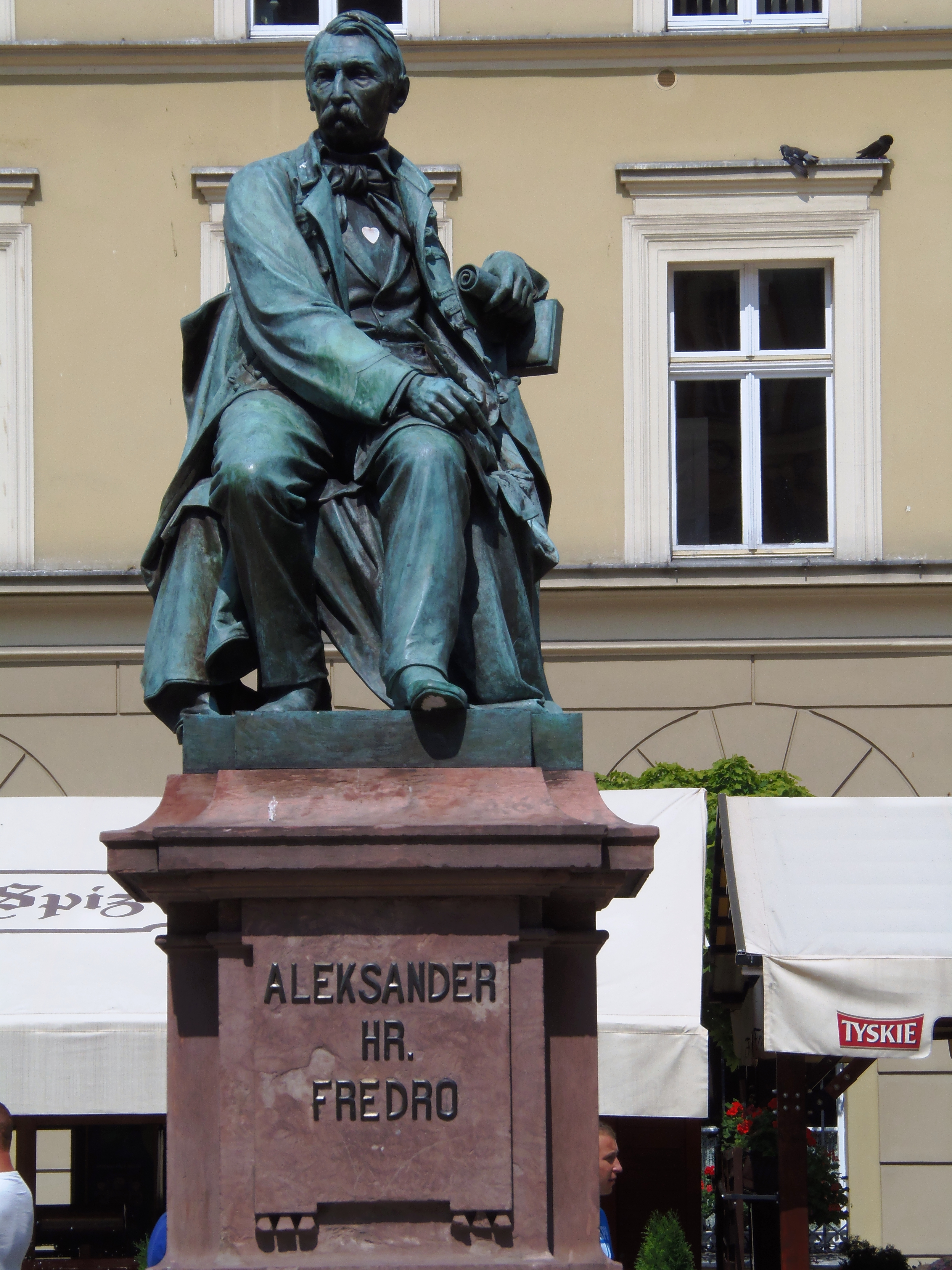
Pomnik Aleksandra hrabiego Fredry

W Polsce przedrozbiorowej tytuł hrabiowski, jak i pozostałe tytuły arystokratyczne były z reguły zakazane jako sprzeciwiające się naczelnej zasadzie równości szlacheckiej. Król Polski mógł jednak mianować hrabiów i z tego przywileju korzystał, ale czynił to wyłącznie w stosunku do Włochów i arystokratów państw obcych, także po unii polsko-litewskiej dla ruskich i litewskich kniaziów jako potomków panujących dynastii. Król Zygmunt August ustanawiał w ten sposób hrabstwa na Szkłowie, Myszy, Bychowie i Hłuńsku (Hłusko Dąbrowickie) będących dobrami Chodkiewiczów oraz na Skumiłowie (Łohojsku i Berdyczowie) Tyszkiewiczów.
Polscy magnaci przyjmowali jednak chętnie, wbrew prawu, tytuły od zagranicznych monarchów. Habsburgowie jako cesarze rzymscy za usługi polskich posłów i dyplomatów oraz niektórym rodom polskim (jak Górkowie, Tarnowscy), nadawali w dowód wdzięczności swoje tytuły hrabiów i książąt Sacri Imperii Romani. Tym sposobem w roku 1473 nadano ten tytuł Leszczyńskim, następnie rodom Górków, Kmitom z Wiśnicza, Lubomirskim, Tęczyńskim w roku 1527, Tarnowskim, Chodkiewiczom i Szydłowieckim. Przedstawicieli tych rodów nazywano po tym „hrabiami cesarstwa rzymskiego”. Do rozbiorów Polski tytuły hrabiowskie otrzymali jeszcze Hyzopscy, Wielopolscy, Przerębscy, Miączyńscy, Koniecpolscy, Radziejowscy i wielu innych. Bez nominacji cesarskiej tytułami hrabiowskimi podpisywali się jeszcze Sapiehowie, Ostrogscy, Sieniawscy i inni, przyjmując tytuł od dóbr własnych. Wartość prawna takich nadań była raczej znikoma.
W związku z misjami dyplomatycznymi dla podniesienia prestiżu i rangi delegacji kanclerze królewscy pozwalali wysyłanym posłom na podpisywanie się tytułem hrabiowskim zamiast mało znanego polskiego tytułu komesa.
Tuż przed upadkiem Rzeczypospolitej Sejm zaczął również nadawać wbrew tradycji tytuły, m.in. Poniatowskim i Ponińskim.
W okresie rozbiorów monarchie obce również nadawały tytuły. We wszystkich zaborach prawo do uzyskania tytułu hrabiego miała rodzina mogąca wykazać się pochodzeniem od senatora Rzeczypospolitej lub osoby piastującej wysokie urzędy koronne. Rodziny pochodzące od urzędników ziemskich lub powiatowych otrzymywały tytuł barona.
W Polsce konstytucja marcowa w 1921 pozbawiła tytuły arystokratyczne znaczenia prawnego. W Polsce szyk „imię-tytuł-nazwisko” był zwyczajem jeszcze przedrozbiorowym, jednak ograniczonym do ceremonialnych uroczystości, podpisów itp. Wskutek snobizmu czy też mody konstrukcję tę zaczęto naśladować i stosować szerzej także w języku polskim; stąd czasem zamiast mówić „hrabia Wojciech Dzieduszycki” używa się dość pretensjonalnej w codziennych sytuacjach lub w zwykłym tekście formy „Wojciech hr. Dzieduszycki” czy też „Adam Karol książę Czartoryski”.

## Wicehrabia
Bezpośrednio niższym tytułem od hrabiego jest wicehrabia (niem. Vizegraf, ang. viscount, fran. vicomte)